# Mühlacker Kurve
| Brücke über den Erlenbach und die Erlenbachstraße |                      |                         |                         |
| Streckennummer (DB): | 4840                 |                         |                         |
| Kursbuchstrecke (DB): | 772                  |                         |                         |
| Streckenlänge: | 1,312 km             |                         |                         |
| Spurweite: | 1435 mm (Normalspur) |                         |                         |
| Streckenklasse: | D4                   |                         |                         |
| Stromsystem: | 15 kV 16,7 Hz ~      |                         |                         |
| Maximale Neigung: | 4,2 ‰                |                         |                         |
| Minimaler Radius: | 200 m                |                         |                         |
| Streckengeschwindigkeit: | 60 km/h              |                         |                         |
| Zugbeeinflussung: | PZB                  |                         |                         |
| |                      |                         |                         |
| \| \| \| von Karlsruhe \| \| \| \| \| Mühlacker Em Süd (Bft) \| \| \| \| 37,752 \| nach Mühlacker \| nach Mühlacker \| \| \| 38,400 \| Mühlacker Kurve (Bft) \| Mühlacker Kurve (Bft) \| \| \| 39,064 \| von Stuttgart \| von Stuttgart \| \| \| \| Mühlacker Em Nord (Bft) \| \| \| \| \| nach Bretten \| \| \| \| \| \| \| \| Quellen: [1][2] \| \| \| \| |                      |                         |                         |
| Strecke |                      | von Karlsruhe           | von Karlsruhe           |
| Dienststation / Betriebs- oder Güterbahnhof |                      | Mühlacker Em Süd (Bft)  | Mühlacker Em Süd (Bft)  |
| Abzweig geradeaus und nach rechts | 37,752               | nach Mühlacker          | nach Mühlacker          |
| Blockstelle | 38,400               | Mühlacker Kurve (Bft)   | Mühlacker Kurve (Bft)   |
| Abzweig geradeaus und von rechts | 39,064               | von Stuttgart           | von Stuttgart           |
| Dienststation / Betriebs- oder Güterbahnhof |                      | Mühlacker Em Nord (Bft) | Mühlacker Em Nord (Bft) |
| Strecke |                      | nach Bretten            | nach Bretten            |
| |                      |                         |                         |
| Quellen: |                      |                         |                         |

Die Mühlacker Kurve ist eine Verbindungskurve im Westen des Bahnhofs Mühlacker zwischen den Bahnstrecken Richtung Karlsruhe und Richtung Bretten. Die Strecke stellt betrieblich eine Verbindung zwischen Bahnhofsteilen des Bahnhofs dar.

## Geschichte
Die Verbindungskurve entstand während des Zweiten Weltkriegs 1941 im Westen des Bahnhofs, um Fahrtrichtungswechsel im Bahnhof Mühlacker der Züge zwischen Bretten und Pforzheim zu ersparen. Die Strecke hatte somit auch eine strategische Bedeutung für Truppentransporte Richtung Frankreich.
Bei der Streckenkilometrierung wurde die Kilometrierung der Bahnstrecke Karlsruhe–Mühlacker mit dem Nullpunkt im Bahnhof Karlsruhe-Durlach fortgesetzt.

## Verkehr
Neben Güterzügen nutzen einzelne Züge des Klosterstadt-Express die Kurve.
Im Rahmen einer Reaktivierung der Bahnstrecke Maulbronn West–Maulbronn wurde 2024 eine stündliche Linie Maulbronn Stadt–Pforzheim über die Mühlacker Kurve untersucht.